# You (Lloyd)
You (in italiano: "Tu") è il primo singolo del cantante statunitense Lloyd estratto dal secondo album "Street Love". È stato prodotto da Big Reese e vi ha partecipato Lil' Wayne.

## Informazioni
La canzone campiona il grande successo degli Spandau Ballet "True" e lo stesso Lloyd ha affermato di averla mandata in onda sulle stazioni radio di Atlanta affinché avesse successo.
You è stata pubblicata negli Stati Uniti il 5 dicembre 2006 e in Regno Unito il 14 maggio 2007. Negli USA ha raggiunto la posizione n.9 nella Billboard Hot 100 e la n.1 nella Hot R&B/Hip-Hop Songs, diventando uno dei maggiori singoli di successo del cantante; in Regno Unito ha raggiunto la posizione n.45.

## Videoclip
Il videoclip include un cameo di Jazze Pha ed è stato trasmesso sulla rete televisiva via cavo statunitense "BET", debuttando anche nella classifica"106 & Park" di tale programma.
All'inizio si vede Lloyd che, dopo aver accostato al marciapiede con la sua costosa macchina, vi scende e saluta altre persone. Poco dopo arriva un'altra macchina, dalla quale vi esce una giovane ragazza (interpretata da D. Woods del gruppo musicale R&B Danity Kane). In scene alternate, Lil' Wayne rappa la prima strofa appoggiato su una macchina rossa. Dopo che Lloyd ha visto la ragazza, abbandona improvvisamente quella con la quale sta parlando sul momento (la quale lo guarda con una faccia disgustata)  per seguire l'altra in un incontro speed dating. Una volta entrati, i due si siedono e iniziano subito a parlare. Lloyd riesce a conquistare la ragazza dopo pochi secondi, quindi la portà via con sé. Nelle successive scene si vedono Lloyd e la ragazza abbracciarsi affettuosamente, Lloyd e Lil' Wayne cantare davanti a un telo bianco, Lloyd ballare in una strada buia con altri ballerini sotto la pioggia e Lil' Wayne rappare la seconda strofa seduto sul tetto di una macchina variopinta e coi piedi appoggiati sul cofano anteriore.

## Remix e versioni
Di seguito, sono elencati i vari remix e le versioni del singolo:
- "You (Remix)" featuring André 3000 & Nas[6][7];
- "You (Remix)" featuring Tango Redd[8];
- "You (Remix)" featuring Hipnodik[9];
- "You (Remix)" featuring Lil Wayne, Aidonia & Alaine;
- "You (Remix)" featuring Chris Louis[10];
- "You (Instrumental)";
- "You (A cappella)".

## Posizioni in classifica
| Chart (2006-2007)                     | Posizione massima |
| ------------------------------------- | ----------------- |
| Billboard Hot 100 (USA)               | 9                 |
| Billboard Hot R&B/Hip-Hop Songs (USA) | 1                 |
| Billboard Pop 100 (USA)               | 19                |
| Billboard Hot Digital Songs (USA)     | 18                |
| Billboard Rhythmic Top 40 (USA)       | 1                 |
| Billboard Hot 100 Airplay (USA)       | 1                 |
| Billboard Top 40 Mainstream (USA)     | 21                |
| New Zealand Top 40 (Nuova Zelanda)    | 25                |
| World Singles Top 40                  | 30                |
| UK Singles Top 75 (UK)                | 45                |